# جوان بومونت
جوان بومونت (بالإنجليزية: Joan Beaumont)‏ هي مؤرخة عسكرية أسترالية، ولدت في 25 أكتوبر 1948 في أديلايد في أستراليا.